# أيسليبن
أيسلبن (Eisleben) مدينة ألمانية في ولاية سكسونيا- آنهالت . تعرف بوصفها المكان الذي ولد فيه مارتن لوثر (الذي توفي هناك) .

## توأمة
لأيسليبن اتفاقيات توأمة مع كل من:
- فاينهايم
- هيرنه
- ميمينجين (1 أكتوبر 1990 - )

## أعلام
- كارل برنهارد فون ترينيوس
- تيمو هوفمان
- ماركو كورث
- كاسبار شوتس
- نورمان مولر
- مارتن لوثر